# Dance Academy
Dance Academy è una serie televisiva per ragazzi australiana prodotta dalla Werner Film Productions in associazione con l'Australian Broadcasting Corporation e ZDF. La prima stagione è stata trasmessa a partire dal 31 maggio 2010 e la seconda dal 12 marzo 2012. La terza stagione è stata trasmessa in anteprima su ABC3 l'8 luglio 2013 in Australia.
Il film sequel della serie televisiva, Dance Academy - Il ritorno, è stato distribuito da StudioCanal nei cinema australiani il 6 aprile 2017.

## Trama
Dance Academy è narrata principalmente dal punto di vista di Tara Webster, una studentessa del primo anno appena ammessa alla National Academy of Dance di Sydney, che funge anche da liceo per i ballerini. Durante tutta la serie, Tara impara a migliorare la sua tecnica di balletto, così come ad imparare il balletto contemporaneo e la danza hip-hop; creando amicizie durature e vivendo molte difficoltà. Nella prima stagione, Tara fa presto amicizia con i compagni di scuola Kat ed Ethan Karamakov, Sammy Lieberman, Abigail Armstrong e Christian Reed, e alla fine arriva a conoscere la sua insegnante, la signora Raine.
La seconda stagione vede Tara tornare all'Academy per il suo secondo anno con la speranza di rappresentare l'Australia in un concorso internazionale di balletto, il Prix de Fonteyn. Questa stagione ha introdotto nuovi personaggi come Grace Whitney, Ben Tickle, Ollie Lloyd e Saskia Duncan, e ha visto la reazione dei personaggi alla morte prematura di Sammy.
La terza stagione segue i personaggi nel loro terzo anno all'Academy, gareggiando per un contratto con la compagnia di danza per diventare ballerini principali. Dopo che i contratti temporanei sono stati stabiliti, i terzi anni vanno in tour per "Romeo e Giulietta".

## Personaggi

### Personaggi principali
- Tara Webster, interpretata da Xenia Goodwin
Proviene dalla campagna e inizialmente si rivela essere molto ingenua. Diventerà molto amica di Katrina e di Samuel. È innamorata di Ethan, ma successivamente lo lascerà per mettersi con Christian. Il suo più grande sogno è diventare una ballerina professionista. In seguito verrà lasciata da Christian perché lui si innamora di Kat. In un momento di depressione, dopo aver scoperto di essersi rotta la schiena ed essere stata lasciata dal suo ragazzo e scoprire che Kat l'aveva tradita, viene espulsa dalla scuola, ma con l'aiuto dei suoi amici viene riammessa. Successivamente si metterà con Ben, ma lo lascerà, perché ancora innamorata di Christian.
- Katrina "Kat" Karamakov, interpretata da Alicia Banit
Figlia di una prima ballerina e di un coreografo, sorellastra di Ethan. Vuole sembrare una ribelle, in realtà è molto fragile poiché risente molto dell'assenza dei genitori. Tradirà la sua migliore amica Tara mettendosi con il suo ex, pur sapendo che lei era ancora innamorata di lui, ma alla fine tutto si sistema e Kat e Tara torneranno ad essere amiche.
- Abigail Armstrong, interpretata da Dena Kaplan
 Abituata ad essere sempre la migliore, si sentirà minacciata con l'arrivo di Tara. Avrà dei problemi con la sua alimentazione. Si metterà con Sam, ma verrà lascita in seguito da quest'ultimo, che prova qualcosa per Christian. Alla fine della seconda stagione tornerà con lui, ma la mattina successiva Sam morirà in un incidente d'auto e Abigail soffrirà a lungo. Alla fine, diventa buona e amica di tutti.
- Samuel "Sammy" Lieberman (stagioni 1-2), interpretato da Tom Green, doppiato da Stefano De Filippis. 
 Studente modello a scuola, meno nella danza. Avrà dei problemi con il padre poiché questi non vuole che trascuri lo studio per il ballo. All'inizio si fidanzerà con Abigail nonostante la sua arroganza, ma poi la lascerà perché capirà di essere omosessuale e si innamorerá di Christian, il quale lo rifiuto come ragazzo ma lo accetto come amico. Dopodiché alla Accademia Nazionale di ballo Sammy scopre di avere una cotta per un altro ragazzo: Ollie. All'inizio si frequentano, ma tra una litigata e l'altra hanno comunque capito che tra di loro non funzionava. Successivamente Sammy ricomincerà a provare qualcosa per Abigail. Verso la fine della seconda stagione Sammy muore in un incidente d'auto.
- Christian Reed, interpretato da Jordan Rodrigues, doppiato da Andrea Quartana (1ª stagione) e Alessio Puccio (2ª-3ª stagione).
Ragazzo problematico, entra nella scuola perché non ha un posto dove andare, farà molta amicizia con Ethan e lo tradirà innamorandosi della sua ragazza, ma nonostante ciò saprà perdonarlo. Si metterà con Tara, ma la lascerà perché non si sentiva del tutto libero. Si metterà con Kat, ma non riuscirà a sopportare la relazione di Tara e Ben, e alla fine tornerà con Tara perché capirà che prova ancora qualcosa per lei.
- Ethan Karamakov (stagioni 1-2), interpretato da Tim Pocock
Un ballerino del terzo anno che ama molto creare nuove coreografie, si fidanzerà con Tara, ma poi si lasceranno a causa del suo tradimento. È il fratellastro di Kat.
- Grace Whitney (stagioni 2-3), interpretata da Isabel Durant
- Benjamin "Ben" Tickle (stagioni 2-3), interpretato da Thomas Lacey, doppiato da Alessandro Campaiola
- Ollie Lloyd (stagioni 2-3), interpretato da Keiynan Lonsdale
 È un ballerino molto abile e talentuoso che frequenta l'Accademia. Costretto a ripetere il terzo anno, viene assegnato come tutor a Sammy. Ben presto tra i due ragazzi nasce prima un'amicizia e poi una storia d'amore, bruscamente interrotta dall'improvvisa morte di Sammy. Successivamente si fidanza con Rhys O'Leary, una star del cinema che visita l'Accademia perché la produzione è alla ricerca di ballerini per il suo nuovo film.

### Personaggi secondari
- Miss Lucinda Raine, interpretata da Tara Morice, doppiata da Monica Gravina
 È un'insegnante molto severa che diventa successivamente la preside dell'Accademia. È la madrina di Grace Whitney.
- Signor Kennedy, interpretato da Robert Alexander, doppiato da Gerolamo Alchieri
 È il preside dell'Accademia.
- Sean (stagione 1), interpretato da Matt Lee
 È uno studente del primo anno dell'Accademia che spesso interagisce con i protagonisti della serie. È lui che inizialmente deride Sammy quando quest'ultimo è costretto ad indossare scarpe da punta per rinforzare le caviglie. Innamoratosi di Kat, nella speranza di farla felice, tormenta Tara attaccando per tutta l'Accademia foto di lei e Christian che si baciano. Nell'ultimo episodio della prima stagione rivela a Sammy che suo padre non gli ha più rivolto la parola da quando ha scoperto che lui è gay ed ha un fidanzato.

## Episodi
| Stagione         | Episodi | Prima TV Australia | Prima TV Italia |
| ---------------- | ------- | ------------------ | --------------- |
| Prima stagione   | 26      | 2010               | 2011            |
| Seconda stagione | 26      | 2012               | 2014            |
| Terza stagione   | 13      | 2013               | 2019            |

## Produzione
Dance Academy è prodotta dalla compagnia di film di Joanna Werner, la Werner Films Productions, in associazione con la Australian Broadcasting Corporation, Screen Australia, Film Victoria, Film New South Wales and ZDF per la Germania. Ad agosto 2012, i diritti di trasmissione di Dance Academy sono stati venduti a 180 territori, in onda in tutti i continenti tranne l'Antartide.

### Casting e riprese

#### Prima stagione
Il casting per la prima stagione è iniziato all'inizio del 2009 a Brisbane, Melbourne e Sydney. Tutti i membri del cast dovevano essere esperti in recitazione e nella danza e dovevano fare i conti con i migliori coreografi australiani. Le riprese sono iniziate il 13 luglio 2009 e si sono concluse all'inizio di novembre. La première della serie era originariamente programmata per avere luogo a metà del 2010 su ABC3, tuttavia, come per Le sorelle fantasma, la première è stata trasmessa alla ABC1 il 31 maggio 2010 e su ABC3 il 6 giugno 2010. La prima stagione è stata presentata in anteprima in Germania su ZDF il 26 settembre 2010.

#### Seconda stagione
La produzione della stagione due ha avuto ufficialmente semaforo verde dalla ABC e dalla ZDF il 2 luglio 2010. Le teleconferenze sono state rilasciate il 14 settembre 2010 e le riprese principali a Sydney si sono svolte tra il 31 gennaio e il 4 agosto 2011. La stagione ha debuttato su ABC3 il 12 marzo 2012 ed era composta da 26 episodi, andati in onda ogni settimana dal lunedì al giovedì, fino al 24 aprile.

#### Terza stagione
La Screen Australia ha approvato i finanziamenti per gli investimenti per una terza stagione di 13 episodi il 5 dicembre 2011. Le riprese sono iniziate il 27 agosto 2012, e sono terminate il 27 novembre 2012. Il 5 giugno 2013, Alicia Banit e Thomas Lacey sono apparsi su Studio 3 di ABC3 per annunciare la première della serie 3 l'8 luglio 2013.

## Distribuzione

### Streaming online
La serie è disponibile su siti di streaming, tra cui Hulu.com e Netflix.com. Gli interi episodi di tutte e tre le stagioni sono anche disponibili, gratuitamente, sul canale YouTube ufficiale della serie, tuttavia non sono disponibili in Australia.

## Riconoscimenti
| Anno | Premio                           | Categoria                                                 | Nominato                                         | Risultato       |
| ---- | -------------------------------- | --------------------------------------------------------- | ------------------------------------------------ | --------------- |
| 2010 | AWGIE Awards                     | Children's Television: C Classification                   | Sarah Lambert (ep. "Crescere è un problema")     | Candidato/a     |
| 2010 | AWGIE Awards                     | Children's Television: C Classification                   | Greg Waters (per "Turning Pointes")              | Candidato/a     |
| 2010 | Australian Directors Guild       | Miglior regia in un programma televisivo per bambini      | Jeffrey Walker (ep. "Dietro la sbarra")          | Vincitore/trice |
| 2010 | AFI Awards                       | Miglior regista televisivo                                | Jeffrey Walker (ep. "Settimana Zero")            | Candidato/a     |
| 2010 | AFI Awards                       | Miglior serie per bambini                                 | Joanna Werner                                    | Candidato/a     |
| 2011 | Asian Television Awards          | Best Children's Programme                                 | Samantha Strauss (ep. "Il momento della verità") | Candidato/a     |
| 2011 | ATOM Awards                      | Children's Fiction Television                             | Dance Academy                                    | Vincitore/trice |
| 2011 | Banff World Media Festival       | Youth Programs (13+) - Fiction                            | Samantha Strauss (ep. "Settimana Zero")          | Candidato/a     |
| 2011 | International Emmy Awards        | Children and Young People                                 | Dance Academy                                    | Candidato/a     |
| 2011 | Logie Awards                     | Programma per bambini più eccezionale                     | Dance Academy                                    | Vincitore/trice |
| 2011 | New York Festivals               | Children's / Youth Programs                               | Dance Academy                                    | Vincitore/trice |
| 2011 | Kidscreen Awards                 | Best Companion Website                                    | Dance Academy                                    | Vincitore/trice |
| 2011 | Seoul International Drama Awards | Best TV Drama                                             | Dance Academy                                    | Candidato/a     |
| 2011 | Hugo Television Awards           | Children's Series                                         | Dance Academy (Stagione 2)                       | Vincitore/trice |
| 2012 | Asian Television Awards          | Best Children's Program                                   | Dance Academy                                    | Candidato/a     |
| 2012 | ATOM Awards                      | Children's Fiction Television Program                     | Dance Academy                                    | Candidato/a     |
| 2012 | AWGIE Awards                     | Best Children's Television                                | Samantha Strauss                                 | Vincitore/trice |
| 2012 | AWGIE Awards                     | Children's Television Category                            | Roger Monk Samantha Strauss Liz Doran            | Candidato/a     |
| 2012 | AACTA Awards                     | Miglior serie per bambini                                 | Dance Academy (Stagione 2)                       | Candidato/a     |
| 2013 | ATOM Awards                      | Best Game / Multimedia Production                         | Dance Academy                                    | Candidato/a     |
| 2013 | AACTA Awards                     | Miglior serie per bambini                                 | Joanna Werner                                    | Candidato/a     |
| 2013 | Australian Directors Guild       | Miglior regia in un programma televisivo per bambini      | Daniel Nettheim                                  | Vincitore/trice |
| 2013 | Australian Directors Guild       | Best Direction in Children's Television                   | Lynn-Maree Danzey                                | Candidato/a     |
| 2013 | AWGIE Awards                     | Children's Television                                     | Samantha Strauss                                 | Vincitore/trice |
| 2013 | AWGIE Awards                     | Children's Television                                     | Samantha Strauss                                 | Candidato/a     |
| 2013 | AWGIE Awards                     | Children's Television                                     | Josh Mapleston                                   | Candidato/a     |
| 2013 | Logie Awards                     | Programma per bambini più eccezionale                     | Dance Academy                                    | Vincitore/trice |
| 2013 | New York Festivals               | Children's / Youth Programs                               | Dance Academy                                    | Vincitore/trice |
| 2013 | Sichuan TV Festival              | Miglior serie televisiva                                  | Dance Academy                                    | Vincitore/trice |
| 2013 | Sichuan TV Festival              | Miglior performance di un'attrice in una serie televisiva | Xenia Goodwin                                    | Vincitore/trice |
| 2014 | AACTA Awards                     | Miglior serie per bambini                                 | Joanna Werner                                    | Candidato/a     |
| 2014 | Australian Directors Guild       | Miglior regia in un programma televisivo per bambini      | Daniel Nettheim                                  | Vincitore/trice |
| 2014 | Banff Television Festival        | Best Youth Fiction                                        | Dance Academy                                    | Candidato/a     |
| 2014 | International Emmy Awards        | Kids: Series                                              | Dance Academy                                    | Candidato/a     |
| 2014 | New York Festivals               | Children's / Youth Program                                | Dance Academy                                    | Vincitore/trice |
| 2014 | Logie Awards                     | Programma per bambini più eccezionale                     | Dance Academy                                    | Candidato/a     |

## Libri
La ABC Books ha pubblicato sette romanzi tascabili, ciascuno basato su un particolare episodio e narrato dalla prospettiva di un singolo personaggio. I libri sono pubblicati dalla ABC Books e HarperCollins Australia.
- Meredith Costain, Dance Academy: Tara: Learning to Fly (2010)[29]
- Bruno Bouchet, Dance Academy: Sammy: Real Men Don't Dance (2010)[30]
- Sebastian Scott, Dance Academy: Christian: Behind Barres (2010)[31]
- Bruno Bouchet, Dance Academy: Kat: Anywhere but Here (2010)[32]
- Rachel Elliot, Dance Academy: Abigail: Through the Looking Glass (2010)[33]
- Meredith Costain, Dance Academy: Tara: Everything to Lose (2012)
- Bruno Bouchet, Dance Academy: Abigail: Nice Girls Finish Last (2012)

## Film
Il 22 aprile 2015 è stato annunciato un adattamento cinematografico di Dance Academy insieme ad altri progetti cinematografici che hanno ricevuto finanziamenti da Screen Australia. Il film è un sequel della serie televisiva, ambientato 18 mesi dopo gli eventi della terza stagione, e segue il viaggio di Tara mentre insegue il suo sogno di diventare una ballerina. La pre-produzione del film, intitolata Dance Academy: The Comeback, è iniziata il 17 aprile 2016. Le riprese del film sono iniziate il 29 maggio 2016, e sono terminate il 22 luglio. Il trailer ufficiale del film è stato distribuito il 25 dicembre 2016. Il film, rintitolato Dance Academy: The Movie, è stato distribuito da StudioCanal nei cinema australiani il 6 aprile 2017. È stato trasmesso a livello internazionale su Netflix con il titolo originale Dance Academy: The Comeback.

## Citazioni cinematografiche
In un episodio Josh menziona il film A prova di matrimonio (2013).